# Neferkare Neby
Neferkare Neby (cũng là Neferkare III) là một pharaon của Ai Cập cổ đại thuộc vương triều thứ tám trong Thời kỳ Chuyển tiếp thứ nhất (2181-2055 TCN). Theo các nhà Ai Cập học Jürgen von Beckerath và Darell Baker, ông là vị vua thứ tư của vương triều thứ Bảy, bởi vì ông xuất hiện như là vị vua thứ tư thuộc danh sách các vị vua được ấn định cho vương triều này trong bản danh sách vua Abydos.
Tên của Neferkare Neby có thể đọc được một cách rõ ràng trong bản Danh sách vua Abydos (số 43) và không giống như hầu hết các vị vua của thời kỳ này, nó được chứng thực bởi hai nguồn đương thời. Thật vậy, tên của Neferkare Neby xuất hiện trên cánh cửa giả ở ngôi mộ của Ankhesenpepi II, và cũng còn được khắc trên chiếc quách của bà. Những sự chứng thực này cho thấy rằng mẹ của Neferkare Neby dường là Nữ hoàng Ankhesenpepi II và có lẽ người cha của ông sẽ là Pepi II Neferkare, vị pharaon vĩ đại cuối cùng của thời kỳ Cổ vương quốc . Tấm bia đá của Ankhesenpepi II ghi lại rằng Neferkare Neby đã bắt đầu xây dựng một kim tự tháp, nó có thể nằm ở Saqqara và được gọi tên là Ḏd-ˁnḫ Nfr-k3-rˁ nbjj, tức là Djedankh Neferkare Neby và ý nghĩa của nó đó là "Neferkare Neby là sự trường tồn của cuộc đời" . Vị trí của kim tự tháp này hiện không rõ và có lẽ nó chưa bao giờ thực sự bước vào giai đoạn xây dựng .
Giống như nhiều vị vua khác của vương triều thứ Tám, Neferkare Neby không có tên trong cuộn giấy cói Turin do một vết rách lớn ảnh hưởng đến vị trí nơi tên của ông đã được ghi lại.